# Ann Leckie
Ann Leckie (Toledo, Ohio EE. UU. 2 de marzo de 1966) es una escritora de fantasía y ciencia ficción estadounidense. Conocida por debutar en el 2013 con su novela Justicia auxiliar, que la hizo merecedora de varios premios y reconocimientos.

## Biografía
Nació el 2 de marzo de 1966 en la localidad de Toledo (Ohio) y creció en  St. Louis (Misuri). Asistió a la Universidad de Washington, donde sus padres habían trabajado como bioquímicos en la facultad de medicina, y se graduó con un título en música. Ha trabajado como camarera, recepcionista, ayudante de agrimensor y como ingeniera de grabación.

## Carrera literaria
Creció siendo una gran seguidora de la ciencia ficción. De joven, Leckie realizó varios intentos para conseguir publicar sus obras de ciencia ficción, pero el resultado fue infructuoso. Una de sus pocas publicaciones de aquellos tiempos fue un relato rosa sin firma en la revista True Confessions.
Tras dar a luz a sus hijos, en 1996 y 2000, sintió que ser ama de casa era un aburrimiento, motivándola a escribir un borrador del que saldría Justicia auxiliar para el "Mes de Escritura Novel Nacional 2002". En 2005 Leckie asistió al Taller de Escritores Clarion Del Oeste, estudiando bajo la tutela de Octavia Butler. Tras graduarse en Clarion, durante los seis años siguientes los dedicó a escribir Justicia auxiliar. La novela sería adquirida en 2012 por la editorial Orbit Books y publicada en octubre de 2013.
De 2010 a 2013, editó ciencia ficción y fantasía en la revista en línea Giganotosaurus y fue ayudante de editor del pódcast "PodCastle". Fue secretaria de la Asociación de escritores de ciencia ficción y fantasía de Estados Unidos (SFWA) entre 2012 y 2013.
Tras el éxito de Justicia auxiliar, que recibió durante 2014 los principales premios de ciencia ficción en lengua inglesa, Leckie continuó con las dos siguientes novelas que conformarían la trilogía "Imperial Radch". La secuela, Espada auxiliar, se publicó en octubre de 2014, y la conclusión, Misericordia auxiliar, en octubre de 2015, ambas publicadas también por Orbit. Leckie también ha escrito dos cuentos situados en el mismo universo: "Night's Slow Poison", (Tor.com, 2014) y "She Commands Me and I Obey", (Strange Horizons, 2014).
En 2015, Orbit Books adquirió dos novelas adicionales de Leckie. La primera, Provenance ✍, fue publicada en 2017 y está ambientada nuevamente en el universo del "Imperio Radch". La segunda es también una novela de ciencia ficción pero no relacionada con dicho universo.
En 2019, Leckie publicó su primera novela de fantasía titulada The Raven Tower.
Leckie ha publicado numerosos cuentos en diversas revistas de ciencia ficción y fantasía, entre ellas Subterranean Magazine, Realms of Fantasy, Strange Horizons y Tor.com. Algunos de ellos han sido además seleccionados para algunas de las antologías anuales The Year's Best Science Fiction & Fantasy de Rich Horton.

## Obra
Trilogía Imperial Radch
- Justicia auxiliar (Ancillary Justice, 2013)
- Espada auxiliar (Ancillary Sword, 2014)
- Misericordia auxiliar (Ancillary Mercy, 2015)

Otras novelas
- Provenance ✍ (2017)
- The Raven Tower (2019)

Ficción breve
- "Hesperia and Glory" (Subterranean Magazine 4, 2006)
- "Marsh Gods" (Strange Horizons, julio de 2008)
- "The God of Au" (Helix #8, 2009)
- "The Endangered Camp" (Clockwork Phoenix 2, 2009)
- "The Unknown God" (Realms of Fantasy, febrero de 2010)
- "Beloved of the Sun" (Beneath Ceaseless Skies, octubre de 2010)
- "Maiden, Mother, Crone" (Realms of Fantasy, diciembre de 2010)
- "Night's Slow Poison", (Tor.com, 2014)
- "She Commands Me and I Obey",  (Strange Horizons, 2014)
- "Another Word for World" (Future Visions: Original Science Fiction Stories Inspired by Microsoft , 2015)

## Premios y nominaciones
| Año  | Obra                  | Premio                                            | Resultado | Refs.         |
| ---- | --------------------- | ------------------------------------------------- | --------- | ------------- |
| 2013 | Justicia auxiliar     | Premio Philip K. Dick                             | Nominada  | [ 6 ]         |
| 2013 | Justicia auxiliar     | Premio BSFA a la mejor novela                     | Ganadora  |               |
| 2013 | Justicia auxiliar     | Premio Nébula a la mejor novela                   | Ganadora  | [ 7 ]         |
| 2013 | Justicia auxiliar     | Premio James Tiptree Jr.                          | Nominada  |               |
| 2013 | Justicia auxiliar     | Premio Tentáculo Dorado (Debut) de los Kitschies  | Ganadora  | [ 8 ]         |
| 2014 | Justicia auxiliar     | Premio Locus a la mejor primera novela            | Ganadora  | [ 9 ]         |
| 2014 | Justicia auxiliar     | Premio Sydney J. Bounds                           | Ganadora  |               |
| 2014 | Justicia auxiliar     | Premio Compton Crook                              | Finalista | [ 10 ]        |
| 2014 | Justicia auxiliar     | Premio Arthur C. Clarke                           | Ganadora  |               |
| 2014 | Justicia auxiliar     | Premio John W. Campbell Memorial                  | Finalista | [ 11 ]        |
| 2014 | Justicia auxiliar     | Premio Hugo a la mejor novela                     | Ganadora  | [ 12 ]        |
| 2016 | Justicia auxiliar     | Prix Bob Morane (mejor novela traducida)          | Ganadora  | [ 13 ]        |
| 2016 | Justicia auxiliar     | Premio Seiun (mejor novela traducida)             | Ganadora  | [ 14 ]        |
| 2014 | Espada auxiliar       | Premio BSFA a la mejor novela                     | Ganadora  | [ 15 ]        |
| 2014 | Espada auxiliar       | Premio Nébula a la mejor novela                   | Finalista | [ 16 ] [ 17 ] |
| 2015 | Espada auxiliar       | Premio Locus a la mejor novela de ciencia ficción | Ganadora  | [ 18 ]        |
| 2015 | Espada auxiliar       | Premio Hugo a la mejor novela                     | Finalista | [ 19 ] [ 20 ] |
| 2015 | Misericordia auxiliar | Premio Nébula a la mejor novela                   | Finalista | [ 21 ]        |
| 2016 | Misericordia auxiliar | Premio Locus a la mejor novela de ciencia ficción | Ganadora  | [ 22 ]        |
| 2016 | Misericordia auxiliar | Premio Hugo a la mejor novela                     | Finalista | [ 23 ]        |